# グレン・ストリート駅
グレン・ストリート駅（グレン・ストリートえき、英: Glen Street）とはロングアイランド鉄道 (LIRR) のオイスターベイ支線の駅である。ニューヨーク州グレンコーブのグレン・ストリート（旧ニューヨーク州道107号線）にある。
1867年5月16日に建設された際にオイスターベイ支線の終点となったが、1869年に同線がローカスト・バレーに延伸されたことで途中駅となった。
グレンコーブに最初にできた駅は、現在のグレン・ストリート駅の道路を挟んだ反対側、現在はバーガーキングの店舗が建っている場所にあったが、グレン・ストリート駅の開業に伴い1888年に廃止された。廃止後も駅舎は保存されており、隣の駅であるシー・クリフ駅のようにアメリカ合衆国国家歴史登録財に登録こそされていないものの、1967年からニューヨーク州の歴史的建造物として登録されている。

## 駅構造
| 1 | ■オイスターベイ支線 | ニューヨーク方面 （シークリフ）     |
| 2 | ■オイスターベイ支線 | オイスターベイ方面 （グレンコーブ） |

高床の単式ホームを2面有し、どちらも有効長は1.5両である。1番線に隣接する西側のプラットホームは通常南方行きまたはニューヨーク行き列車が使用する。2番線に隣接する東側のプラットホームは通常北方行きまたはオイスターベイ行き列車が使用する。オイスターベイ支線はこの地点では複線である。かつて小さな貨物ヤードが線路の南側に存在したが、現在はフィットネスジムが建っている。また、線路の北側にはサッカー場がある。

## 外部リンク

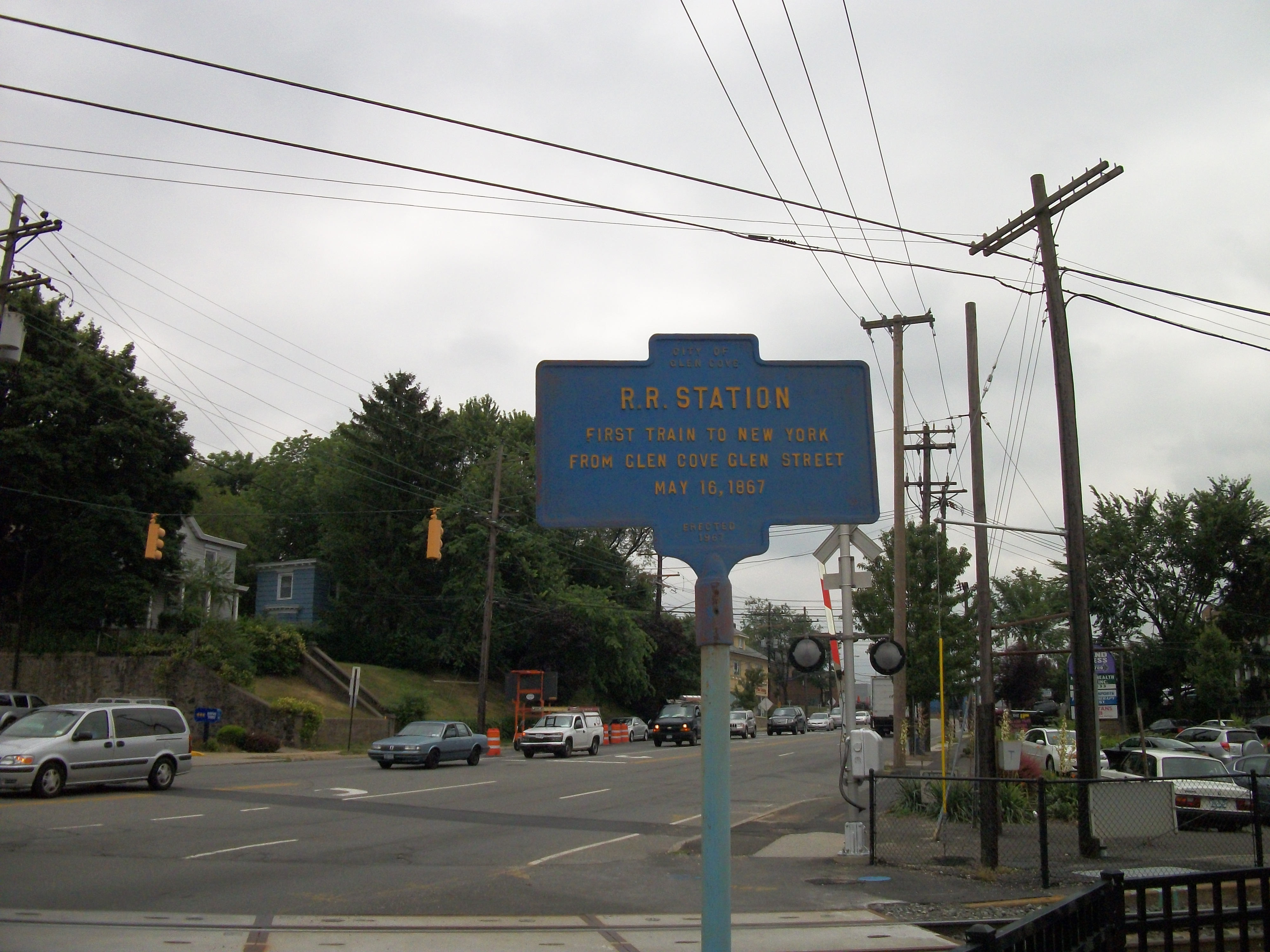
グレン・ストリート駅のニューヨーク州立史跡の銘板 (Plaque)